# Playa Bajada de la Osa
Playa Bajada de la Osa con sus  metros de largo, se encuentra al sur de Playa la Lobería y al norte de Playa La Encajada en el norte santacruceño, más precisamente en la Cuenca del Golfo San Jorge.
- Datos: Q16494327